# Célia Leite Sant'Anna
Célia Romano Leite Sant'Anna ( 1949) es una botánica, ficóloga, curadora, y profesora brasileña, es especialista en la florística de ecosistemas de agua dulce.
Actualmente es investigadora científica en el Instituto de Botánica, del Núcleo de Estudios en Ficología. Y experta en taxonomía y ecología de microalgas y cianobacterias, actuando sobre los siguientes temas: biodiversidad de microalgas y cianobacterias en aguas interiores, producción de cianotoxinas, embalses de abastecimiento, y monitoreo. Es profesora de postgrado de "Biodiversidad vegetal y Ambiente", del Instituto de Botánica.
En 1971, obtuvo el diploma de Ciencias Biológicas, por la Universidad de São Paulo; y, el doctorado por la misma casa de altos estudios, en 1996, defendiendo la tesis: Chlorococcales (Chlorophyceae) do Estado de São Paulo, Brasil. En 1981, completó un postdoctorado, en el Museo Nacional de Historia Natural de Francia, en París.
Es académico del Consejo Nacional de Desarrollo Científico y Tecnológico, CNPq, Brasil. Y de 1984 a 2004, fue profesora en la Universidad Estatal Paulista.

## Algunas publicaciones
- c.l. Sant'Anna, j. Kastovsky, g.s. Hentschke, j. Komarek. 2013. ''Phenotypic studies on terrestrial stigonematacean Cyanobacteria from the Atlantic Rainforest, São Paulo State, Brazil. Phytotaxa 89: 1-23
- r.s. Menezes, m.i.g. Leles, a.t. Soares, c.l. Sant'Anna, a.a. Vieira. 2013. AVALIAÇÃO DA POTENCIALIDADE DE MICROALGAS DULCÍCOLAS COMO FONTE DE MATÉRIA-PRIMA GRAXA PARA A PRODUÇÃO DE BIODIESEL. Química Nova 36: 10-15
- k.r.s. Santos, c.f.s. Malone, c.l. Sant'Anna, c.e.m. Bicudo. 2013. Staurastrum pantanale sp. nov. (Zygnemaphyceae, Desmidiaceae), a new desmid species from the Brazilian Pantanal. Phytotaxa 90: 54-60
- d. Silva, c.l. Sant'Anna, a. Tucci, a. Comas. 2013. New planktic species of Kirchneriella Schmidle (Chlorophyceae, Selenastraceae) from Brazilian freshwaters. Brazilian J. of Botany 36: 153-157
- e. Rosini, c.l. Sant'Anna, a. Tucci. 2013. Cyanobacteria de pesqueiros da região metropolitana de São Paulo, Brasil. Rodriguésia 64: 399-417
- t.a. Caires, c.l. Sant'Anna, j.m.c. Nunes. 2013. A new species of marine benthic cyanobacteria from the infralittoral of Brazil: Symploca infralitoralis sp. nov.}} Brazilian J. of Botany 36: 06
- v.r. Werner, d. Longhinghouse, m. Fiore, célia l. Sant'Anna, c. Hoff, k.r.s. Santos, r.j.r. Molica. r.y. Honda, r.o. Echenique. 2012. Morphological and molecular studies of Sphaerospermopsis torques-reginae (Cyanobacteria, Nostocales) from South American water blooms. Phycologia (Oxford) 51: 228-238

### Libros
- célia l. Sant'Anna, m.t.p. Azevedo, l.f. Agujaro, m.c. Carvalho, r.c. Souza, l.r. Carvalho. 2006. Manual ilustrado para identificação e contagem de cianobactérias planctônicas de águas continentas brasileiras. 1.ª ed. Rio de Janeiro: Interciência
- c.e. Esteves, célia l. Sant'Anna (orgs.) 2006. Pesqueiros sob uma visão integrada de meio ambiente, saúde pública e manejo. 1.ª ed. São Carlos: Editora RIMA, 228 pp.

### Capítulos de libros
- célia l. Sant'Anna, r.c. Gentil, d. Silva. 2006. Fitoplancton de pesqueiros da região metropolitana de São Paulo. En: Catharina Esteves; Célia L. Sant´Anna (orgs.) Pesqueiros da região Metropolitana de São Paulo: aspectos de monitoramento, ecológico e de saúde pública. São Carlos: Editora Rima
- --------------------------, m.t.p. Azevedo. 2006. Identificação e ilustração dos principais gêneros de cianobactérias. En: Sant´Anna, C.L.; Azevedo, M.T.P.; Agujaro, L.F.; Carvalho, M.C.; Carvalho, L.R. & Souza, R.R.C. (orgs.) Manual ilustrado para identificação e contagem de cianobactérias planctônicas de águas continentas brasileiras. 1.ª ed. Rio de Janeiro: Interciência, pp. 35-53
- --------------------------, l.h.z. Branco, m.t.p. Azevedo. 2006. Cyanophyceae/Cyanobacteria. En: Bicudo, C.E.M. & Menezes, M. (orgs.) Gêneros de algas de águas do Brasil. 2.ª ed. São carlos: RIMA, pp. 19-82
- --------------------------, -------------------, ---------------------. 2005. Cyanophyceae/Cyanobacteria. En: C.E.M. Bicudo; M. Menezes (orgs.) Gêneros de algas de águas continentais do Brasil. 1.ª ed. São Carlos: Rima

### Revisiones de ediciones
- 1997 - Periódico: Revista Brasileira de Botânica
- 1985 - Periódico: Hoehnea (São Paulo)
- 2000 - Periódico: Nova Hedwigia
- 1999 - Periódico: Acta Limnologica Brasiliensia
- 1989 - Periódico: Iheringia. Série Botânica
- 2000 - Periódico: Acta Botanica Brasilica
- 2006 - Periódico: J. of the Japanese Soc. of Phycology
- 2005 - Periódico: Brazilian J. of Microbiology
- 2007 - Periódico: Semina. Ciências Agrárias
- 2007 - 2007, Periódico: Revista do Instituto Adolfo Lutz

## Membresías
- de la Sociedad Botánica del Brasil[8]
- Plantas do Nordeste[9]